# Tom Belsø

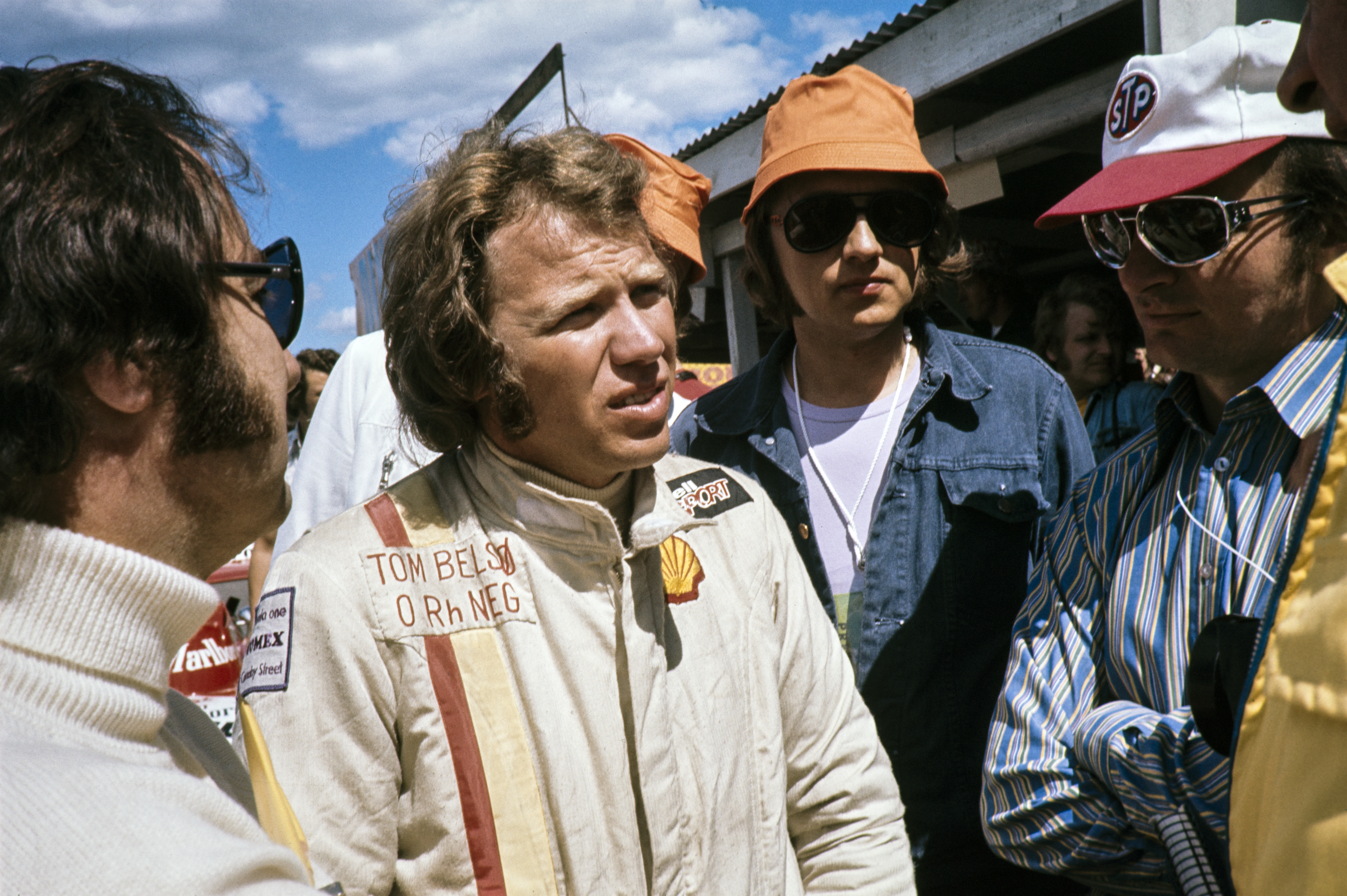
Tom Belsø in 1973 in Zweden

Tom Belsø (Kopenhagen, Denemarken, 27 augustus 1942 - 11 januari 2020) was een Formule 1-coureur. 
Hij was ingeschreven voor 5 races tussen 1973 en 1974 voor het team Frank Williams Racing Cars, waarvan hij er 2 startte en 1 finishte.